# Lista de deputados federais do Brasil da 45.ª legislatura
Esta é a lista de deputados federais do Brasil da 45.ª legislatura do Congresso Nacional. Inclui-se o nome civil dos parlamentares, o partido ao qual eram filiados na data da posse e a quantidade de votos que receberam para sua eleição, sua unidade federativa de origem, bem como outras informações. Esta legislatura da Câmara dos Deputados durou de 1.º de fevereiro de 1975 a 31 de janeiro de 1979.

## Composição das bancadas
| # | Partido | Líder            | Bancada   | Posição  |
| - | ------- | ---------------- | --------- | -------- |
|   | ARENA   | Nelson Marchezan | 203 / 364 | Governo  |
|   | MDB     | Alencar Furtado  | 161 / 364 | Oposição |

## Relação
São relacionados os candidatos eleitos com informações complementares da Câmara dos Deputados.
| Os Deputados desta legislatura | Partido | Votação |
| Acre                           | Acre    | Acre    |
| ------------------------------ | ------- | ------- |
| Nosser Almeida                 | ARENA   | 9.057   |
| Nabor Júnior                   | MDB     | 8.026   |
| Rui Lino                       | MDB     | 7.037   |
| Alagoas                        |         |         |
| José Costa                     | MDB     | 40.278  |
| Teobaldo Barbosa               | ARENA   | 33.355  |
| Vinícius Cansanção             | MDB     | 29.421  |
| Geraldo Bulhões                | ARENA   | 25.312  |
| José Alves                     | ARENA   | 22.308  |
| Antônio Ferreira               | ARENA   | 21.496  |
| Amapá                          |         |         |
| Antônio Pontes                 | MDB     | 10.749  |
| Amazonas                       |         |         |
| Joel Ferreira                  | MDB     | 32.605  |
| Mário Frota                    | MDB     | 27.965  |
| Raimundo Parente               | ARENA   | 13.296  |
| Rafael Faraco                  | ARENA   | 12.929  |
| Antunes de Oliveira            | MDB     | 4.154   |
| Bahia                          |         |         |
| Jutahy Magalhães               | ARENA   | 83.962  |
| Ney Ferreira                   | MDB     | 53.233  |
| João Durval Carneiro           | ARENA   | 48.393  |
| Luís Viana Neto                | ARENA   | 44.504  |
| Henrique Brito                 | ARENA   | 43.903  |
| Rômulo Galvão                  | ARENA   | 43.784  |
| Prisco Viana                   | ARENA   | 40.831  |
| Rui Bacelar                    | ARENA   | 40.766  |
| Lomanto Júnior                 | ARENA   | 35.754  |
| Djalma Bessa                   | ARENA   | 33.686  |
| João Alves                     | ARENA   | 33.686  |
| Afrísio Vieira Lima            | ARENA   | 33.595  |
| Horácio Matos                  | ARENA   | 33.008  |
| Leur Lomanto                   | ARENA   | 32.350  |
| Menandro Minahim               | ARENA   | 27.771  |
| Fernando Magalhães             | ARENA   | 27.652  |
| Wilson Falcão                  | ARENA   | 26.775  |
| Manoel Novaes                  | ARENA   | 26.686  |
| Vasco Neto                     | ARENA   | 26.572  |
| Theódulo Albuquerque           | ARENA   | 26.393  |
| Odulfo Domingues               | ARENA   | 24.361  |
| Rogério Rego                   | ARENA   | 24.168  |
| Henrique Cardoso               | MDB     | 23.439  |
| Noide Cerqueira                | MDB     | 23.083  |
| Hildérico Oliveira             | MDB     | 22.331  |
| Antônio José                   | MDB     | 20.094  |
| Ceará                          |         |         |
| Humberto Bezerra               | ARENA   | 74.923  |
| Flávio Marcílio                | ARENA   | 64.080  |
| Marcelo Linhares               | ARENA   | 56.771  |
| Gomes da Silva                 | ARENA   | 55.257  |
| Paes de Andrade                | MDB     | 54.924  |
| Ossian Araripe                 | ARENA   | 53.145  |
| Figueiredo Correia             | MDB     | 47.571  |
| Claudino Sales                 | ARENA   | 44.547  |
| Mauro Sampaio                  | ARENA   | 42.571  |
| Furtado Leite                  | ARENA   | 39.946  |
| Manoel Rodrigues               | ARENA   | 39.520  |
| Paulo Studart                  | ARENA   | 37.993  |
| Januário Feitosa               | ARENA   | 35.700  |
| Ernesto Valente                | ARENA   | 34.219  |
| Antônio Moraes                 | MDB     | 29.088  |
| Parsifal Barroso               | ARENA   | 27.918  |
| Espírito Santo                 |         |         |
| Argilano Dario                 | MDB     | 44.767  |
| Gerson Camata                  | ARENA   | 33.812  |
| Mário Moreira                  | MDB     | 27.948  |
| Moacir Dalla                   | ARENA   | 24.044  |
| José Parente Frota             | ARENA   | 21.178  |
| Henrique Pretti                | ARENA   | 20.652  |
| Osvaldo Zanello                | ARENA   | 19.898  |
| Aloizio Santos                 | MDB     | 19.039  |
| Goiás                          |         |         |
| Ademar Santillo                | MDB     | 48.868  |
| Fernando Cunha                 | MDB     | 48.669  |
| Hélio Levy                     | ARENA   | 45.623  |
| Siqueira Campos                | ARENA   | 44.251  |
| Hélio Mauro                    | ARENA   | 43.582  |
| Jarmund Nasser                 | ARENA   | 39.302  |
| Iturival Nascimento            | MDB     | 37.566  |
| José de Assis                  | ARENA   | 35.630  |
| Ary Valadão                    | ARENA   | 34.423  |
| Elcival Caiado                 | ARENA   | 33.894  |
| Rezende Monteiro               | ARENA   | 33.549  |
| Genervino Fonseca              | MDB     | 31.359  |
| Guanabara                      |         |         |
| Miro Teixeira                  | MDB     | 267.584 |
| Rubem Medina                   | MDB     | 98.021  |
| Lysâneas Maciel                | MDB     | 97.726  |
| Álvaro Vale                    | ARENA   | 95.260  |
| Erasmo Martins Pedro           | MDB     | 78.731  |
| Célio Borja                    | ARENA   | 54.411  |
| Marcelo Medeiros               | MDB     | 48.985  |
| Daniel Silva                   | MDB     | 45.195  |
| Léo Simões                     | MDB     | 40.168  |
| Flexa Ribeiro                  | ARENA   | 39.505  |
| J. G. de Araújo Jorge          | MDB     | 36.563  |
| Lygia Lessa Bastos             | ARENA   | 33.089  |
| Jorge Moura                    | MDB     | 32.304  |
| Amaral Neto                    | ARENA   | 32.068  |
| Hélio de Almeida               | MDB     | 31.119  |
| Pedro Faria                    | MDB     | 28.180  |
| Florim Coutinho                | MDB     | 27.917  |
| Alcir Pimenta                  | MDB     | 26.273  |
| José Maria de Carvalho         | MDB     | 24.035  |
| Rubem Dourado                  | MDB     | 22.858  |
| Mac Dowell de Castro           | MDB     | 19.281  |
| José Bonifácio                 | MDB     | 18.513  |
| Emílio Nina Ribeiro            | ARENA   | 17.755  |
| Maranhão                       |         |         |
| Magno Bacelar                  | ARENA   | 49.892  |
| Eurico Ribeiro                 | ARENA   | 45.696  |
| João Castelo                   | ARENA   | 40.629  |
| Epitácio Cafeteira             | MDB     | 39.589  |
| Vieira da Silva                | ARENA   | 35.453  |
| Luís Rocha                     | ARENA   | 32.520  |
| José Ribamar Machado           | ARENA   | 32.325  |
| José Marão Filho               | ARENA   | 31.477  |
| Themístocles Teixeira          | ARENA   | 22.625  |
| Mato Grosso                    |         |         |
| Ubaldo Barém                   | ARENA   | 24.838  |
| Benedito Canelas               | ARENA   | 24.521  |
| Joaquim Nunes Rocha            | ARENA   | 24.414  |
| Valdomiro Gonçalves            | ARENA   | 23.077  |
| Vicente Vuolo                  | ARENA   | 22.544  |
| Gastão Müller                  | ARENA   | 21.610  |
| Walter de Castro               | MDB     | 21.673  |
| Antônio Carlos de Oliveira     | MDB     | 19.731  |
| Minas Gerais                   |         |         |
| Jorge Ferraz                   | MDB     | 91.025  |
| Renato Azeredo                 | MDB     | 76.438  |
| Tancredo Neves                 | MDB     | 71.949  |
| Francelino Pereira             | ARENA   | 65.754  |
| Fagundes Neto                  | ARENA   | 61.950  |
| Homero Santos                  | ARENA   | 61.774  |
| Nelson Thibau                  | MDB     | 61.768  |
| Marcos Tito                    | MDB     | 61.386  |
| Sílvio Abreu Júnior            | MDB     | 60.389  |
| Murilo Badaró                  | ARENA   | 56.491  |
| Sinval Boaventura              | ARENA   | 56.070  |
| Paulino Cícero                 | ARENA   | 55.755  |
| Nogueira da Gama               | MDB     | 54.752  |
| Jairo Magalhães                | ARENA   | 53.101  |
| Francisco Bilac Pinto          | ARENA   | 51.391  |
| José Bonifácio                 | ARENA   | 50.547  |
| José Nobre                     | MDB     | 50.202  |
| Genival Tourinho               | MDB     | 48.899  |
| Jorge Vargas                   | ARENA   | 48.734  |
| José Machado                   | ARENA   | 47.173  |
| Carlos Cotta                   | MDB     | 47.015  |
| Tarcísio Delgado               | MDB     | 46.662  |
| Aécio Cunha                    | ARENA   | 45.944  |
| Altair Chagas                  | ARENA   | 45.765  |
| Juarez Batista                 | MDB     | 43.430  |
| Melo Freire                    | ARENA   | 43.270  |
| Nogueira de Rezende            | ARENA   | 43.221  |
| Raul Bernardo                  | ARENA   | 42.776  |
| Fábio Fonseca                  | MDB     | 42.759  |
| Navarro Vieira                 | ARENA   | 42.677  |
| Geraldo Freire                 | ARENA   | 42.595  |
| Bias Fortes                    | ARENA   | 42.411  |
| Bento Gonçalves                | ARENA   | 42.282  |
| Humberto Souto                 | ARENA   | 38.988  |
| João Batista Miranda           | ARENA   | 38.378  |
| Manoel de Almeida              | ARENA   | 37.088  |
| Cotta Barbosa                  | MDB     | 29.953  |
| Pará                           |         |         |
| Alacid Nunes                   | ARENA   | 87.019  |
| Jader Barbalho                 | MDB     | 60.668  |
| Júlio Viveiros                 | MDB     | 38.585  |
| Ubaldo Corrêa                  | ARENA   | 27.065  |
| Newton Barreira                | ARENA   | 26.527  |
| João Menezes                   | MDB     | 24.720  |
| Gabriel Hermes                 | ARENA   | 19.884  |
| Juvêncio Dias                  | ARENA   | 15.724  |
| Edson Bona                     | ARENA   | 14.435  |
| Jorge Arbage                   | ARENA   | 14.432  |
| Paraíba                        |         |         |
| Wilson Braga                   | ARENA   | 65.284  |
| Humberto Lucena                | MDB     | 54.965  |
| Antônio Mariz                  | ARENA   | 55.068  |
| Ademar Pereira                 | ARENA   | 43.560  |
| Marcondes Gadelha              | MDB     | 43.006  |
| Petrônio Figueiredo            | MDB     | 38.525  |
| Teotônio Neto                  | ARENA   | 30.778  |
| Maurício Leite                 | ARENA   | 30.615  |
| Janduhy Carneiro               | MDB     | 27.998  |
| Álvaro Gaudêncio               | ARENA   | 27.726  |
| Antônio Gomes                  | ARENA   | 27.238  |
| Paraná                         |         |         |
| Álvaro Dias                    | MDB     | 175.434 |
| Antonio Belinati               | MDB     | 150.698 |
| Arnaldo Busato                 | ARENA   | 95.308  |
| Alencar Furtado                | MDB     | 86.413  |
| Norton Macedo                  | ARENA   | 85.987  |
| Sebastião Rodrigues Júnior     | MDB     | 73.443  |
| Paulo Marques                  | MDB     | 50.078  |
| Nelson Maculan                 | MDB     | 49.279  |
| Fernando Gama                  | MDB     | 48.337  |
| Santos Filho                   | ARENA   | 47.607  |
| Ítalo Conti                    | ARENA   | 45.897  |
| Antônio Annibelli              | MDB     | 45.555  |
| Antônio Ueno                   | ARENA   | 40.281  |
| Alípio de Carvalho             | ARENA   | 39.249  |
| Walber Guimarães               | MDB     | 35.281  |
| Hermes Macedo                  | ARENA   | 33.203  |
| Túlio Vargas                   | ARENA   | 33.059  |
| Braga Ramos                    | ARENA   | 31.776  |
| Cleverson Teixeira             | ARENA   | 28.983  |
| Agostinho Rodrigues            | ARENA   | 28.433  |
| João Vargas                    | ARENA   | 26.818  |
| Igo Losso                      | ARENA   | 26.485  |
| Gomes do Amaral                | MDB     | 26.395  |
| Olivir Gabardo                 | MDB     | 24.632  |
| Adriano Valente                | ARENA   | 24.036  |
| Minoro Miyamoto                | ARENA   | 23.995  |
| Pedro Lauro                    | MDB     | 6.119   |
| Osvaldo Buskei                 | MDB     | 4.058   |
| Gamaliel Galvão                | MDB     | 3.060   |
| Expedito Zanotti               | MDB     | 2.673   |
| Pernambuco                     |         |         |
| Jarbas Vasconcelos             | MDB     | 67.975  |
| Marco Maciel                   | ARENA   | 55.692  |
| Ricardo Fiuza                  | ARENA   | 54.144  |
| Fernando Lyra                  | MDB     | 53.238  |
| Carlos Wilson                  | ARENA   | 52.318  |
| Joaquim Guerra                 | ARENA   | 50.589  |
| Carlos Alberto Oliveira        | ARENA   | 45.983  |
| Sérgio Murilo                  | MDB     | 42.650  |
| Aderbal Jurema                 | ARENA   | 40.190  |
| Thales Ramalho                 | MDB     | 38.469  |
| Geraldo Guedes                 | ARENA   | 37.986  |
| Airon Rios                     | ARENA   | 36.454  |
| Gonzaga Vasconcelos            | ARENA   | 35.873  |
| Josias Leite                   | ARENA   | 35.252  |
| Fernando Coelho                | MDB     | 35.003  |
| Joaquim Coutinho               | ARENA   | 32.630  |
| Inocêncio Oliveira             | ARENA   | 31.789  |
| Lins e Silva                   | ARENA   | 26.469  |
| Piauí                          |         |         |
| Adalberto Correia Lima         | ARENA   | 42.031  |
| Murilo Rezende                 | ARENA   | 40.432  |
| Paulo Ferraz                   | ARENA   | 39.905  |
| Pinheiro Machado               | ARENA   | 38.130  |
| Hugo Napoleão                  | ARENA   | 38.075  |
| João Clímaco d'Almeida         | ARENA   | 32.052  |
| Dirno Pires                    | ARENA   | 31.172  |
| Celso Barros                   | MDB     | 23.199  |
| Rio de Janeiro                 |         |         |
| Moreira Franco                 | MDB     | 122.692 |
| José Peixoto Filho             | MDB     | 87.372  |
| Alberto Lavinas                | MDB     | 70.724  |
| Walter da Silva                | MDB     | 66.540  |
| Osvaldo Lima                   | MDB     | 56.349  |
| Ário Teodoro                   | MDB     | 45.796  |
| Eduardo Galil                  | ARENA   | 42.263  |
| Leônidas Sampaio               | MDB     | 38.640  |
| Hydekel de Freitas             | ARENA   | 38.392  |
| Joel Lima                      | MDB     | 37.595  |
| Luís Braz                      | ARENA   | 36.935  |
| Alair Ferreira                 | ARENA   | 36.365  |
| José Haddad                    | ARENA   | 34.070  |
| Daso Coimbra                   | ARENA   | 31.321  |
| José Sally                     | ARENA   | 30.773  |
| Osmar Leitão                   | ARENA   | 30.275  |
| Darcílio Ayres                 | ARENA   | 27.817  |
| Brígido Tinoco                 | MDB     | 26.810  |
| Milton Steinbruch              | MDB     | 25.875  |
| José Maurício                  | MDB     | 24.825  |
| Abdon Gonçalves                | MDB     | 23.261  |
| Emanuel Waismann               | MDB     | 22.175  |
| Rio Grande do Norte            |         |         |
| Henrique Eduardo Alves         | MDB     | 74.632  |
| Wanderley Mariz                | ARENA   | 52.769  |
| Vingt Rosado                   | ARENA   | 49.737  |
| Pedro Lucena                   | MDB     | 37.327  |
| Ney Lopes                      | ARENA   | 36.966  |
| Antônio Florêncio              | ARENA   | 35.594  |
| Ulisses Potiguar               | ARENA   | 24.279  |
| Francisco Rocha                | MDB     | 22.342  |
| Rio Grande do Sul              |         |         |
| Alceu Collares                 | MDB     | 120.702 |
| Antônio Bresolin               | MDB     | 89.842  |
| Nelson Marchezan               | ARENA   | 81.076  |
| Getúlio Dias                   | MDB     | 77.861  |
| Rosa Flores                    | MDB     | 74.447  |
| Nadir Rosseti                  | MDB     | 73.261  |
| Otávio Germano                 | ARENA   | 70.471  |
| Fernando Gonçalves             | ARENA   | 70.232  |
| Alexandre Machado              | ARENA   | 64.090  |
| Lauro Rodrigues                | MDB     | 61.630  |
| Alberto Hoffmann               | ARENA   | 50.977  |
| Eloy Lenzi                     | MDB     | 50.253  |
| Aluizio Paraguassu             | MDB     | 50.243  |
| Aldo Fagundes                  | MDB     | 49.457  |
| Lidovino Fanton                | MDB     | 49.020  |
| Amaury Müller                  | MDB     | 48.614  |
| Magnus Guimarães               | MDB     | 47.473  |
| Paulo Nunes Leal               | ARENA   | 41.316  |
| Harry Sauer                    | MDB     | 40.630  |
| José Mandelli Filho            | MDB     | 40.502  |
| Carlos Santos                  | MDB     | 38.665  |
| Jairo Brum                     | MDB     | 36.876  |
| Vasco Amaro                    | ARENA   | 36.651  |
| João Gilberto                  | MDB     | 36.616  |
| Jorge Uequed                   | MDB     | 36.440  |
| Arlindo Kunzler                | ARENA   | 34.830  |
| Odacir Klein                   | MDB     | 34.765  |
| Lauro Leitão                   | ARENA   | 31.418  |
| Augusto Trein                  | ARENA   | 31.417  |
| Norberto Schmidt               | ARENA   | 30.226  |
| Célio Fernandes                | ARENA   | 28.622  |
| Cid Furtado                    | ARENA   | 28.336  |
| Rondônia                       |         |         |
| Jerônimo Santana               | MDB     | 15.057  |
| Roraima                        |         |         |
| Hélio Campos                   | ARENA   | 8.074   |
| Santa Catarina                 |         |         |
| Jaison Barreto                 | MDB     | 62.151  |
| Laerte Vieira                  | MDB     | 60.034  |
| Ademar Ghisi                   | ARENA   | 59.082  |
| Francisco Libardoni            | MDB     | 58.154  |
| Luiz Henrique da Silveira      | MDB     | 55.032  |
| Ernesto de Marco               | MDB     | 51.042  |
| João Linhares                  | ARENA   | 50.196  |
| Wilmar Dallanhol               | ARENA   | 44.231  |
| Walmor de Luca                 | MDB     | 41.691  |
| Angelino Rosa                  | ARENA   | 40.241  |
| Albino Zeni                    | ARENA   | 39.097  |
| Henrique Córdova               | ARENA   | 35.399  |
| Pedro Colin                    | ARENA   | 31.891  |
| Dib Cherem                     | ARENA   | 30.860  |
| José Thomé                     | MDB     | 28.985  |
| Abel Ávila                     | ARENA   | 27.644  |
| São Paulo                      |         |         |
| Francisco Amaral               | MDB     | 167.808 |
| Baldacci Filho                 | ARENA   | 146.609 |
| Jorge Paulo Nogueira           | MDB     | 133.742 |
| Ademar de Barros Filho         | ARENA   | 127.697 |
| Pacheco Chaves                 | MDB     | 124.948 |
| João Arruda                    | MDB     | 119.177 |
| Ulysses Guimarães              | MDB     | 115.996 |
| Otávio Ceccato                 | MDB     | 114.837 |
| Dias Menezes                   | MDB     | 108.222 |
| Athiê Jorge Coury              | MDB     | 103.185 |
| José Camargo                   | MDB     | 101.602 |
| Marcelo Gato                   | MDB     | 100.746 |
| Santilli Sobrinho              | MDB     | 98.090  |
| Freitas Nobre                  | MDB     | 93.820  |
| Adalberto Camargo              | MDB     | 89.391  |
| Lincoln Grillo                 | MDB     | 85.780  |
| Faria Lima                     | ARENA   | 83.696  |
| Guaçu Piteri                   | MDB     | 83.542  |
| João Cunha                     | MDB     | 77.223  |
| Ruy Codo                       | MDB     | 77.049  |
| Roberto de Carvalho            | MDB     | 72.823  |
| Herbert Levy                   | ARENA   | 71.354  |
| Israel Dias Novaes             | MDB     | 67.040  |
| João Pedro                     | ARENA   | 65.058  |
| Cunha Bueno                    | ARENA   | 63.952  |
| Pedro Carolo                   | ARENA   | 63.127  |
| Salvador Julianelli            | ARENA   | 60.695  |
| Gioia Júnior                   | ARENA   | 60.070  |
| Alcides Franciscato            | ARENA   | 58.621  |
| Aurélio Campos                 | MDB     | 57.773  |
| Diogo Nomura                   | ARENA   | 57.429  |
| Blota Júnior                   | ARENA   | 54.998  |
| Joaquim Bevilacqua             | MDB     | 54.706  |
| Airton Soares                  | MDB     | 44.772  |
| Theodoro Mendes                | MDB     | 44.560  |
| Antônio Morimoto               | ARENA   | 41.545  |
| Sílvio Venturolli              | ARENA   | 40.556  |
| Edgar Martins                  | MDB     | 37.462  |
| Amaral Furlan                  | ARENA   | 36.946  |
| Ferraz Egreja                  | ARENA   | 35.291  |
| Cardoso de Almeida             | ARENA   | 35.160  |
| Yasunori Kunigo                | MDB     | 33.719  |
| Airton Sandoval                | MDB     | 31.846  |
| Otacílio de Almeida            | MDB     | 29.590  |
| Odemir Furlan                  | MDB     | 24.380  |
| Frederico Brandão              | MDB     | 20.975  |
| Sergipe                        |         |         |
| José Carlos Teixeira           | MDB     | 33.713  |
| Raimundo Diniz                 | ARENA   | 25.526  |
| Celso Carvalho                 | ARENA   | 23.003  |
| Francisco Rollemberg           | ARENA   | 19.273  |
| Passos Porto                   | ARENA   | 18.090  |